# Adolf Hille
Adolf Hille (* 24. Oktober 1934 in Adelebsen) ist ein ehemaliger deutscher Fußballspieler. Der Mittelfeldspieler lief für den VfL Bochum und Alemannia Aachen in der Oberliga auf.

## Sportlicher Werdegang
Hille entstammte der Jugend von Blau-Weiß Adelebsen. Ab 1953 beim VfL Bochum lief er nach dem Aufstieg 1956 für den Klub in der Oberliga West auf. Nach einem zehnten Tabellenplatz im ersten Jahr, schaffte er mit der Mannschaft im folgenden Jahr knapp den Klassenerhalt. Nach 46 Oberligaspielen, in denen er zwei Tore erzielt hatte, verließ er als Tabellenvierter den Klub und schloss sich dem Ligarivalen Alemannia Aachen an. Dort trat er in der Spielzeit 1959/60 in zwölf Ligaspielen für die „Kartoffelkäfer“ an. Ab 1961 spielte er beim DJK FV Haaren im unterklassigen Ligabereich. Dort war der hauptberufliche Laborangestellte Spielertrainer und nach seinem Karriereende in der Spielzeit 1967/68 Trainer.